# フレデリック＝オーギュスト・リシュタンベルジェ
フレデリック＝オーギュスト・リシュタンベルジェ（Frédéric Auguste Lichtenberger, 1832年3月21日 - 1899年2月7日）は、フランス・アルザスのプロテスタント牧師、神学者。 ストラスブール大学のプロテスタント神学部教授であり、1877年にパリ大学・プロテスタント神学部を設立したメンバーの一人であった。

## 略歴
リシュタンベルジェは1832年ストラスブールに生まれた。地元の学校を卒業した後、彼は1854年に神学のバカロレアをストラスブール大学のプロテスタント神学部で得た。論文は「ゴットホルト・エフライム・レッシングの神学」という題名であった。1856年彼は牧師に叙階され、1858年には、テンプル・ヌフ教会の副説教者とギムナジウムの宗教教師になった。1860年に執筆した博士論文「教義に関わる学問の構成要素」により、1864年リシュタンベルジェはストラスブール大学神学部とプロテスタント神学校において、倫理学教授の座を得た。
1871年2月、フランクフルト講和条約が調印された際、リシュタンベルジェはドイツ帝国のアルザス併合に強烈に反対する説教を行った。また同年11月には有名な説教「悲嘆にくれたアルザス」を行った。アルザスを追い出されたものの、彼は教授の座を保ったままパリに身を寄せた。
パリにおいて、彼はルター派の宗務局に身を寄せ、それから現地の牧師であるエドモン・ド・プレセンセの呼び掛けに応じた。1873年以降、 彼は「宗教学の自由学校」を設立した。彼などの働きかけにより、レオン・ガンベタは1877年3月23日のデクレにより、約束通りストラスブールからパリにプロテスタント神学部を移転し、リシュタンベルジェがこの学部の教授に就任した。同時期から、彼はフランス語話者の神学者たちと協力し、十三巻に及ぶ大作である「宗教学の百科事典」の執筆を開始した。1896年には、グラスゴー大学から名誉神学博士の称号を受け取った。1895年に健康を害し、1899年にヴェルサイユで亡くなった。

## 作品
- La théologie de Gotthold Ephraim Lessing, Strasbourg, G. Silbermann, 1854 - mémoire de baccalauréat
- Étude sur le principe du protestantisme d'après la théologie allemande contemporaine, Strasbourg, G. Silbermann, 1857 - thèse de licence
- Apostolorum praeceptis redemptoriam Christi mortem spectantibus, Strasbourg, G. Silbermann, 1857 - thèse de licence
- Les éléments constitutifs de la science dogmatique, Strasbourg, Treuttel et Wurtz, 1860 - thèse de doctorat
- Étude sur le livre de M. Renan la vie de Jésus, Strasbourg, O. Berger-Levrault, 1864
- Sermons, Strasbourg, Treuttel et Wurtz, 1867
- « Le protestantisme et la guerre », dans Revue chrétienne, Strasbourg, Treuttel et Würtz, 1871
- Nos devoirs envers la France, Strasbourg, O. Berger-Levrault, 1871
- L'Alsace en deuil, Strasbourg, Treuttel et Wurtz, 1871
- La rançon de l'Alsace, Paris, Sandoz et Fischbacher, 1872
- L'Alsace pendant et après la guerre, Paris, Sandoz et Fischbacher, 1873

日本語訳: 宮田佳範訳『戦禍とアルザス――ある牧師が見た祖国愛とキリスト教精神――』京緑社、2021年
- Histoire des idées religieuses en Allemagne, depuis le milieu du XVIIIe siècle jusqu'à nos jours, Paris, 1873, 3 vol. - tome 1 / tome 2 / tome 3
- La Faculté de théologie de Strasbourg, Paris, Ch. Meyrueis, 1875
- Encyclopédie des Sciences religieuses, Paris, Sandoz et Fischbacher, 1877-1882, 13 vol. - il en assura la publication et il y a lui-même écrit une vingtaine de notices - tome 1 / tome 2 / tome 3 / tome 4 / tome 5 / tome 6 / tome 7 / tome 8 / tome 9 / tome 10 / tome 11 / tome 12 / tome 13
- Méditations pour chaque jour de l'année, Paris, 1881
- L'éducation morale dans les écoles primaires, Paris, Impr. nationale, 1889
- Mon journal (fragments), Versailles, 1897 - autobiographie